# Rattus argentiventer argentiventer
Rattus argentiventer argentiventer is een ondersoort van de rat Rattus argentiventer die voorkomt in Thailand, het schiereiland van Maleisië, Sumatra, Java, het uiterste westen van Nieuw-Guinea en mogelijk Vietnam, Cambodja en Laos. De verspreiding in Nieuw-Guinea, die op het eerste gezicht zo vreemd lijkt - in de tussenliggende gebieden komen immers andere ondersoorten voor - kan worden verklaard uit de vroegere levendige handel tussen het westen van Nieuw-Guinea en gebieden verder naar het westen. Rattus rattus braivicaudatus Horst & Raadt, 1918 uit Java en Rattus rattus chaseni Sody, 1941 uit Maleisië zijn synoniemen van R. argentiventer, die oorspronkelijk beschreven is uit Sumatra.
Deze ondersoort heeft een donkere rugvacht die lichter wordt naar de flanken toe. De buik is zilverkleurig, de keel wit. De staart is bruin. Deze ondersoort heeft ook een smaller gehemelte dan de andere ondersoorten.